# 康思立
康思立（874年—936年12月25日），字熙化，唐朝末年至五代十国后唐将领。
康思立出自山阴诸部，定居晋阳。年轻时善骑射，事奉李克用为河东亲骑军使。跟随李存勖解围上党，参与柏乡之战，平定燕国，在黄河两岸与后梁作战，有功，承制加检校户部尚书，右突骑指挥使。唐庄宗李存勖即位，改为军帅，赐忠勇拱卫功臣，加检校尚书右仆射。天成元年（926年），任应州刺史。康思立性情纯厚，善抚将士，明宗即位之始，以应州所生之地任命他担任。后来改任岚州刺史，充北面诸蕃部族都监。天成三年（928年），迁宿州团练使。天成四年（929年），领昭武军节度、利巴集等州观察处置等使。改赐耀忠保节功臣。长兴初年，朝廷举兵讨伐东川董璋，他被任命为监西面行营军马都指挥使。长兴二年（931年），移镇陕州，历任都有政绩。潞王李从珂在凤翔起兵，唐闵帝派遣王思同等讨伐，康思立有捧圣、羽林屯兵千五百人，将其羽林千人给了王思同。王思同至凤翔，军叛，归降李从珂。康思立得知，想要固守陕州来等待康义诚，还想尽诛羽林千人家属，还没行动，李从珂大军已至，康思立以捧圣兵守城，李从珂兵将大呼：“西兵七万策立新天子，你们五百人其能拒守吗？只是让陕州人陷于死地。”捧圣兵都解甲争相出迎，康思立于是开门迎接李从珂。清泰初年，李从珂以他本无降意，改授安远军节度使，又改邢州安国军节度使，官至检校太傅，封会稽郡开国侯。清泰二年（935年），以年老罢为右神武统军。清泰三年（936年），石敬瑭在太原造反，李从珂以康思立为北面行营马军都指挥使。李从珂至怀州，派康思立率领从驾骑兵出团柏谷救张敬达，未至，张敬达已死，杨光远归降石敬瑭，闰十一月初九甲子日，康思立因愤激得病，在军中去世，年六十三岁。石敬瑭即位后，为辍朝一日，赠太子少师。